# 米場
米場（こめば）とは、室町時代から戦国時代にかけて京都で形成された米市場のこと。
室町時代前期より、米商人たちが四府駕輿丁座の下に座を結成して地方から京都に入る米を独占的に入手して洛中の小売米商人に販売していたことが知られている。やがて京都洛中の三条と七条の地に米市場が形成され、それぞれ上座（かみざ）と下座（しもざ）と呼ばれた。『東寺執行日記』には応仁の乱最中の1474年（文明6年）4月23日に三条室町米場で足軽が弓矢を交えたことが記されている。1506年（永正3年）に室町幕府が京都の酒屋・土倉・米場を対象とした撰銭令を出しており、京都において活発な貨幣取引が行われていた場所の1つであったとみられている。1546年（天文15年）まで米場に関する記録が見られるが、その後の近世京都の米市場・米問屋との関連性は明らかにされていない。
奈良や天王寺、伊勢山田など京都以外の土地においても米商人の座である米座が結成されており、米場に類似した市場が形成されていたと考えられている。